# Mimochariesthes
Mimochariesthes is een kevergeslacht uit de familie van de boktorren (Cerambycidae). De wetenschappelijke naam van het geslacht werd voor het eerst geldig gepubliceerd in 1986 door Teocchi.

## Soorten
Mimochariesthes is monotypisch en omvat slechts de volgende soort:
- Mimochariesthes flaveola Teocchi, 1986